# Ländchen (Hessen)
Das Ländchen ist ein historisches Gebiet östlich von Wiesbaden. Es umfasste die elf Dörfer Breckenheim, Delkenheim, Diedenbergen, Igstadt, Langenhain, Massenheim, Medenbach, Nordenstadt, Wallau und Wildsachsen, sowie die Domäne Mechtildshausen. Es lag als hessische Exklave drei Jahrhunderte lang zwischen nassauischem Gebiet im Westen und kurmainzischem Gebiet im Osten.
Der Ort Lorsbach wird trotz der territorialgeschichtlichen Zusammengehörigkeit meist nicht zum Ländchen gerechnet. Manche Quellen klammern auch Langenhain aus.
Obwohl es oft so bezeichnet wird,  darf das Ländchen nicht mit dem Blauen Ländchen bei Nastätten verwechselt werden.

## Geschichte

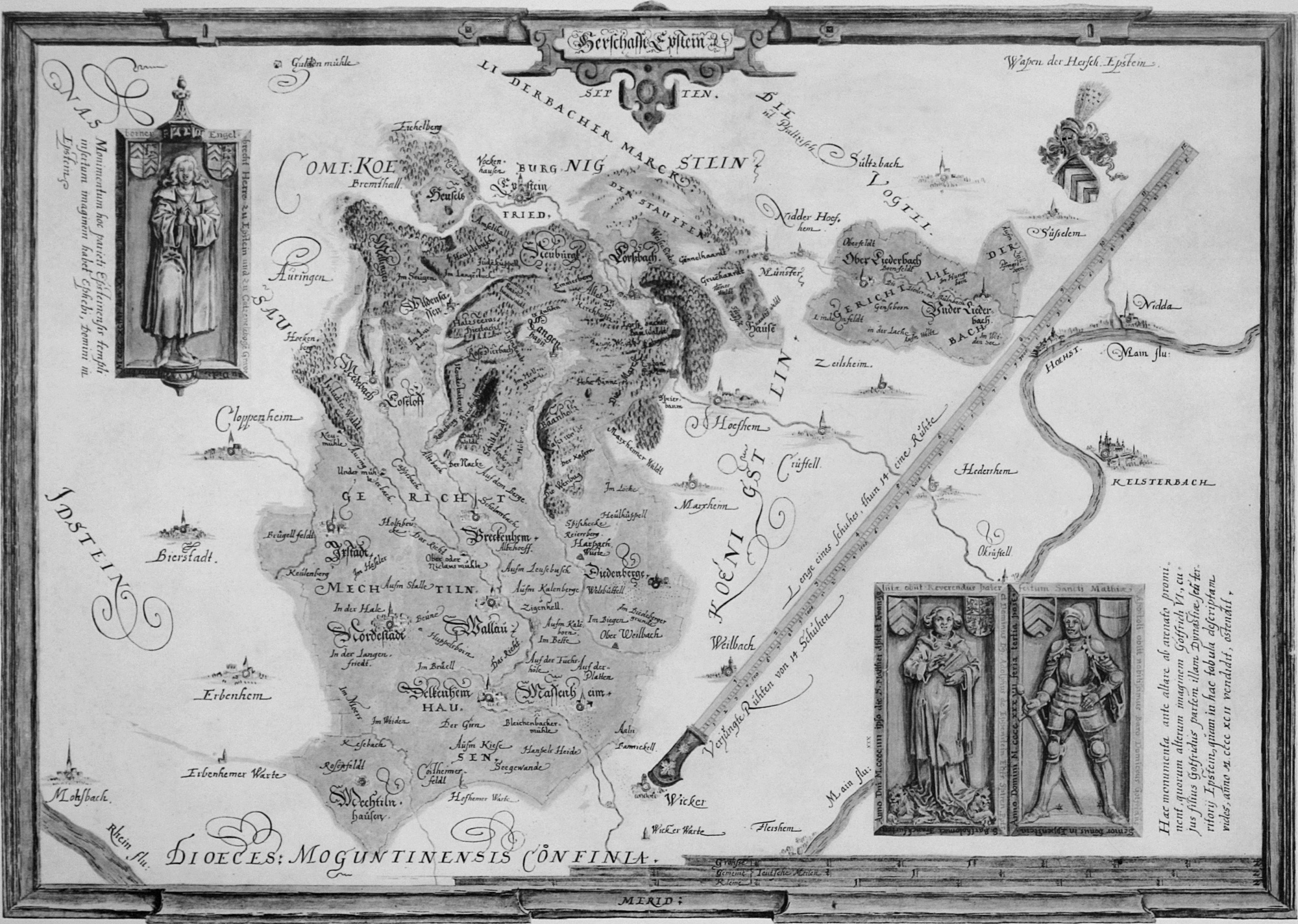
Das Gebiet der Herrschaft Eppstein im Jahre 1607 in Wilhelm Dilichs Landtafeln

Das spätere Ländchen war bis ins 12. und 13. Jahrhundert Teil des sogenannten Königssondergaues, der sich vom Kriftelbach im Osten bis zur Walluf im Westen erstreckte. Seit dem Ende des 12. Jahrhunderts hatten die Herren von Eppstein im Osten das Mechtildshäuser Landgericht als königliches Lehen inne; im Westen wurden die Grafen von Nassau mit der Hochgerichtsbarkeit des Reichshofes Wiesbaden belehnt. Nach der Nassauisch-Eppsteinischen Fehde wurden diese Besitzverhältnisse 1283 bestätigt; das Gebiet des früheren Gaus war damit zweigeteilt. Mit der Teilung des Hauses Eppstein in zwei Linien fiel die östliche Hälfte im Jahre 1433 größtenteils an die Linie Eppstein-Münzenberg, ausgenommen die Dörfer Wicker und Niederweilbach, die an Eppstein-Königstein kamen.
Nach verschiedenen Abspaltungen im 15. Jahrhundert – so kam zum Beispiel Bierstadt 1441 an die Grafen von Nassau, Hochheim 1478 an Kurmainz – wurde das Ländchen schließlich, zusammen mit anderen Teilen der Herrschaft Eppstein, im Jahre 1492 von Graf Gottfried IX. (X.) von Eppstein-Münzenberg an den Landgrafen Wilhelm III. „den Jüngeren“ von Hessen verkauft.
Landgraf Philipp I. „der Großmütige“ führte im Jahre 1526 die Reformation in der Landgrafschaft Hessen ein, und noch bis ins 20. Jahrhundert hinein konnte das Gebiet des Ländchens als rein evangelisch angesehen werden. So waren bei der Volkszählung vom 1. Dezember 1910 von 7818 Einwohnern lediglich 248 Katholiken und 133 Juden. Die im Norden, Osten und Süden angrenzenden Territorien waren dagegen überwiegend katholisch geblieben.
Im Dreißigjährigen Krieg fiel die Einwohnerzahl auf nur noch 400 Bürger im Jahre 1630. Im Jahre 1821 wurden 4805 Einwohner gezählt.
Im Zuge des Marburger Erbfolgestreits kam das Gebiet 1623 an die Landgrafschaft Hessen-Darmstadt. Im Jahre 1643 wurde Wallau zum Amtsort.
Mit dem Reichsdeputationshauptschluss im Jahre 1803  fiel das Ländchen, wie auch die angrenzenden kurmainzischen Territorien, an das Fürstentum Nassau-Usingen, das im Jahre 1806 im Herzogtum Nassau aufging. Bei der am 1. Juli 1816 in Kraft getretenen Neueinteilung des Herzogtums in 28 Ämter wurde Wallau als Amtsort bestätigt. Im April 1817 wurde das Amt Wallau mit kleinen Änderungen des Amtsbezirks in Amt Hochheim umbenannt und Wallau verlor den Amtssitz.
Im Jahr 1866 wurde das Herzogtum Nassau und damit auch das Wallauer Ländchen von Preußen annektiert. Im Jahre 1879 wurde die Ländchesbahn eröffnet, die heute über einen Bahnhof in Igstadt sowie den Haltepunkt Auringen-Medenbach verfügt.
Im Zuge einer Gebietsreform der Provinz Hessen-Nassau kamen im Jahre 1885 alle Gemeinden des Ländchens (außer Langenhain) zum Landkreis Wiesbaden, der bis ins Jahr 1928 bestand. Nach weiteren Verwaltungsreformen und Eingemeindungen sind Breckenheim, Delkenheim, Igstadt, Medenbach und Nordenstadt heute Vororte von Wiesbaden. Diedenbergen, Langenhain, Wallau und Wildsachsen sind Ortsteile von Hofheim am Taunus; Massenheim ist ein Ortsteil von Hochheim am Main.